# Agathonice de Tarse
 (juillet 2019).
Si vous disposez d'ouvrages ou d'articles de référence ou si vous connaissez des sites web de qualité traitant du thème abordé ici, merci de compléter l'article en donnant les références utiles à sa vérifiabilité et en les liant à la section « Notes et références ».
Agathonice de Tarse est un auteur fictif, égyptien, chrétien, du début du Ve siècle.
Les textes regroupés dans CPG 5621-5627 sont des traductions coptes de textes courts écrits originellement en grec, de la mouvance spirituelle d'Évagre le Pontique, provenant de quelque désert égyptien où ils ont été ultérieurement revus et amplifiés, sur des sujets comme la résurrection des corps ou la providence. On trouve aussi deux versions coptes opposées d'un traité contre les anthropomorphites.

## Article de référence
- Encyclopédie copte, VIII, 68-70 (T. Orlandi)